# سبرتسورا

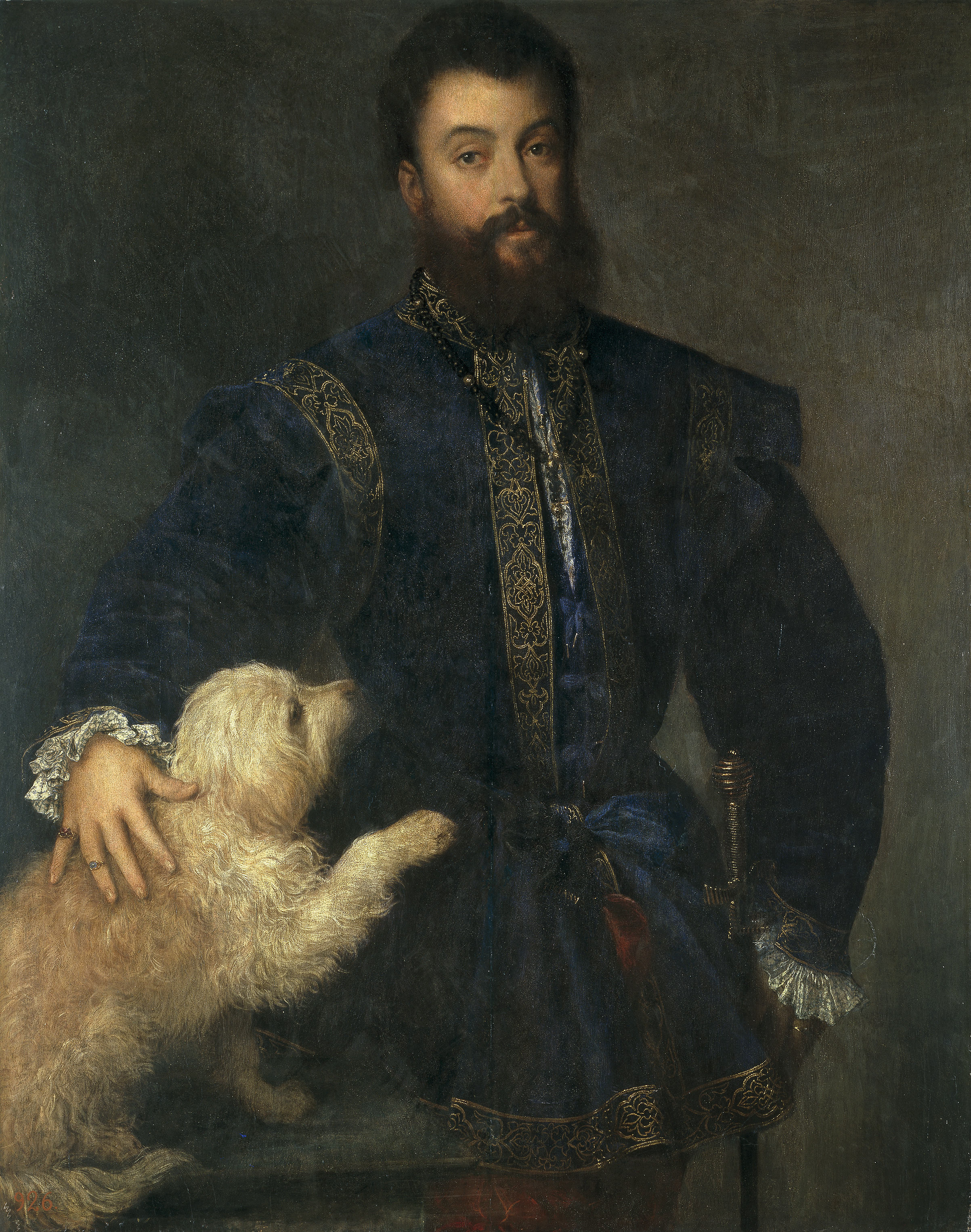

سبرتسورا لفظة إيطالية تفيد لغة ضد الإعجاب وتطلق على إتيان الأمور دون عناء وعلى مظهر الراحة وتستعمل في الفن بالإطلاق الثاني عند الكلام عن شخص في لوحة فنية مثلا.